# Abbaye de Coggeshall
L’abbaye de Coggeshall est une ancienne abbaye savignienne puis cistercienne située dans la ville de Coggeshall (dans le comté de l'Essex), en Angleterre. Comme la plupart des abbayes britanniques, elle a été fermée par Henry VIII à la fin de la campagne de dissolution des monastères. Les quelques restes en sont depuis 1966 classés.

## Histoire

### Fondation par Savigny
L'abbaye de Coggeshall est une des treize fondations anglaises de la congrégation de Savigny. Elle est fondée en 1140 par Étienne d'Angleterre et par sa femme Mathilde de Boulogne. Le choix du site de l'abbaye est dicté par cette dernière, qui tenait de son père Eustache un manoir situé à Coggeshall, qu'elle donne aux moines. La date de la donation, et donc de la fondation de l'abbaye, est incertaine ; selon toutes les estimations, elle aurait eu lieu entre 1137 et 1142. Ralph, sixième abbé et historien des débuts de l'abbaye, donne la date du 3 août 1140.

### Le tournant cistercien

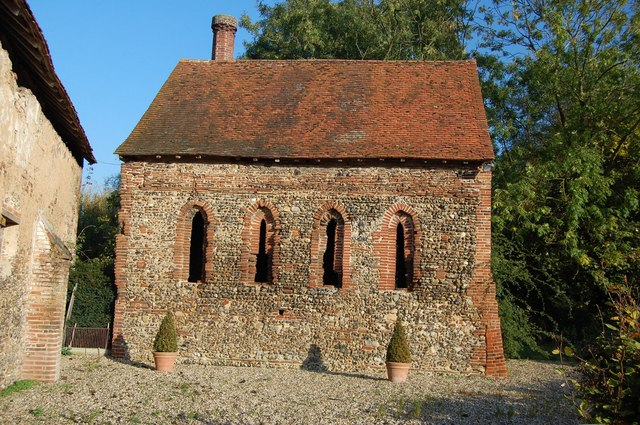
Un des bâtiments du cloître.

Le 17 septembre 1147, comme toute la congrégation de Savigny, l'abbaye de Coggeshall se rallie à l'ordre cistercien et devient une des très nombreuses filles indirectes de Clairvaux. L'église abbatiale est consacrée à Sainte Marie et à Saint-Jean-Baptiste le 15 août 1167.

### L'abbaye au Moyen Âge
La charte de fondation de l'abbaye, ainsi que les donations et libertés qui lui sont conférées, sont confirmées par Henri II au début de son règne (qui commence en 1154), par une charte rédigée à Rouen. Cette charte est confirmée un siècle et demi plus tard, en 1290, par Édouard Ier, et est complétée de plusieurs autres libéralités de la part de Richard, de son frère Jean, d'Henri III, donations toutes confirmées par Édouard II en 1325 et par Richard II en 1389.
À la fin du XIVe siècle, l'abbaye souffre grandement, d'abord de la pauvreté, puis des pillages. Vers 1370, l'abbaye est dans une situation financière critique, due à de nombreux impayés et retards, ce qui nécessite le 26 octobre une enquête royale. Mais surtout, en 1381, lors de la révolte des paysans, ces derniers pillent l'abbaye, ce qui montre son impopularité auprès du peule. De nombreux écrits, chartes et documents, sont pillés, ainsi qu'un certain nombre d'autres biens.

### Liste des abbés connus de Swineshead
- William, attesté en 1148 ;
- Simon de Toni, attesté en 1267, quitte sa charge 1168 ;
- Odo, élu en 1169, mort en 1176 ;
- Peter, élu en 1176, mort en 1194 ;
- Thomas, élu en 1194, mort en 1207 ;
- Ralph, élu en 1207, quitte sa charge en 1218 ;
- Benedict, élu en 1218, mort en 1223;
- Geoffrey, élu en 1223 ;
- Richard, attesté en 1236 et en 1248 ;
- Thomas Quintyn, attesté en 1256, mort vers 1262 ;
- William de Tolleshunt, élu vers 1262, attesté en 1292 ;
- John, attesté vers 1300 ;
- William, attesté en 1310 ;
- Richard de Pantfeld, attesté en 1327 ;
- William Joldan, attesté en 1341 ;
- Roger Porte, attesté en 1352;
- Robert, attesté en 1364 et en 1380 ;
- John, attesté en 1392, en 1406, en 1417 et en 1445 ;
- John Taseler, attesté en 1437 ;
- Simon Pakenham, attesté en 1448 ;
- William [Draper], attesté en 1457 et en 1469 ;
- John, attesté en 1469 et en 1472 ;
- Laurence, attesté en 1475 et en 1480 ;
- John, attesté en 1480 ;
- William, attesté en 1482 ;
- John, attesté en 1492 ;
- William Cowpere, attesté en 1506 ;
- John, attesté en 1507 ;
- William, attesté en 1508 et en 1510 ;
- John Sampford ;
- William Love, élu en 1527, déposé en 1536 ;
- Henry More, nommé en 1536[4].

### Dissolution du monastère

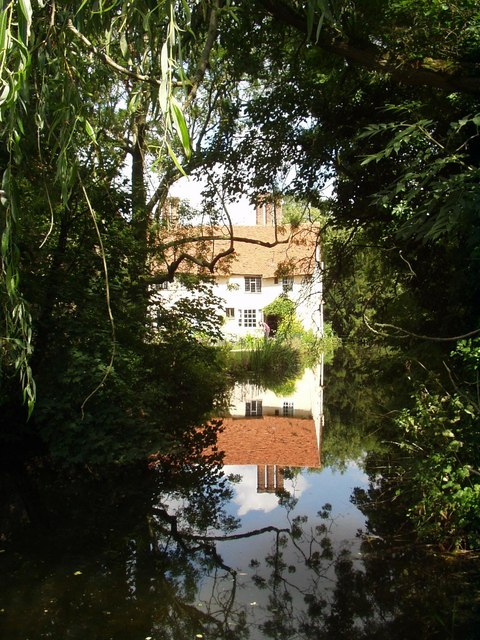
Coggeshall abbey House, la maison construite sur le site de l'abbaye après la dissolution.

En 1535, peu avant la dissolution, un grave procès oppose l'abbé et les religieux, ces derniers l'accusant de diverses pratiques immorales, illégales ou incompatibles avec la règle monastique. Aucune preuve tangible ni dans un sens ni dans l'autre ne nous est parvenue.
Le 5 février 1538, comme l'immense majorité des monastères britanniques, à la suite de la rupture entre Henry VIII et l'Église catholique, l'abbaye de Coggeshall est fermée lors de la campagne de dissolution des monastères. Elle est alors lourdement endettée, et ne compte, en plus de l'abbé, que quatre moines. Le site est attribué le 23 mars 1538 à Sir Thomas Seymour ; ce dernier la revend à la Couronne le 12 mai 1541. L'église est déjà détruite à cette date, mais les logements et le cloître sont encore intacts.